# 2. Sinfonie (Honegger)
Die Sinfonie Nr. 2 H153 des schweizerischen Komponisten Arthur Honegger wurde 1941 als Reaktion des Komponisten auf die Geschehnisse des Zweiten Weltkrieges verfasst.

## Instrumentation und Satzbezeichnungen
Honegger schrieb seine zweite Sinfonie lediglich für Streichorchester und eine Trompete.

„Dies [die Hinzufügung der Trompete, Anm.] nicht, um einen gewollten Effekt zu erzielen, sondern einfach nur darum, eine Stütze zu erhalten für die in langen Noten einherschreitende Melodie der ersten Geiger, die sonst durch die Polyphonie der andern Instrumente mit gleicher Klangfarbe übertönt zu werden drohen!“

.
1. Molto moderato – Allegro
2. Adagio mesto
3. Vivace ma non troppo – Presto

## Musik
Eine klagende Dreitonmelodie der Solobratsche beschreibt den tiefen Kummer Honeggers, dessen bedrückende Stimmung in der gesamten Symphonie präsent ist. Der auch im zweiten Satz wiederkehrenden Bratschenmelodie wird im ersten Satz noch das Allegro gegenübergestellt. Auch das Adagio mesto behält die Düsterkeit und Verzweiflung bei. Im virtuosen dritten Satz suchte Honegger nach einem „brillanten Element als Kontrast zu den ersten beiden Sätzen [...].“ (Arthur Honegger: 1943.) Die Musik verdichtet sich in den Streichern zusehends, bis die Solotrompete mit dem an J. S. Bach angelehnten Choral die Spannung der Sinfonie löst.
Gemeinsam können die zweite, dritte und vierte Sinfonie als Kriegstrilogie angesehen werden, da alle drei Honeggers Eindrücke auf den Zweiten Weltkrieg zu verarbeiten versuchen. Als Honegger die zweite Sinfonie schrieb, hielt die deutsche Wehrmacht soeben seinen damaligen Aufenthaltsort Paris besetzt. Zu Ende des Werkes verspricht der Choral der Trompete die Befreiung vom Leid.
Die Aufführungsdauer beträgt durchschnittlich 25 Minuten.

## Widmung und Uraufführung
Die Sinfonie ist Paul Sacher gewidmet, welcher die Uraufführung am 18. Mai 1942 mit dem Collegium Musicum in Zürich leitete.